# Kosa (mjuzikl)
Kosa (eng. Hair) je američki film iz 1979. baziran na istoimenom Broadwayskom mjuziklu iz 1968., pod režijom Miloš Formana. Film govori o seoskom dečku koji regrutiran i na putu za Vijetnam susreće i postaje dobar prijatelj s grupom dugokosih hippiea.
Film je režirao Miloš Forman, koji je bio nominiran za César Award za svoj rad. Za koreografiju plesnih scena zaslužna je Twyla Tharp a izveli su ih Twyla Tharp Dance Foundation. Film je bio nominiran za najbolji film u klasi Golden Globe Award a Treat Williams bio je nominiran za Golden Globe kao "New Star of the Year" u filmu.

## Radnja
Claude Hooper Bukowski iz Oklahome poslan je u New York nakon što je unovačen u vojsku ("Aquarius"). Prije imenovanja u odbor za novačenje, Claude počinje istraživati New York, gdje nailazi na blisko povezano "pleme" hipija koje predvodi George Berger. Promatra hipije kako trče za trojci jahača uključujući debitanticu Sheilu Franklin ("Sodomija"), a kasnije hvata i uzjaše odbjeglog konja kojeg su hipiji iznajmili, pokazujući svoje jahačke vještine Sheili ("Donna" ) prije nego što vrati konja Bergeru, koji mu ponudi da ga provede gradom. 
Te večeri, Claude puši marihuanu s Bergerom i plemenom. Zatim se upoznaje s raznim rasnim i klasnim pitanjima 1960-ih ("Hashish", "Colored Spade", "Manchester", "I'm Black/Ain't Got No"). Sljedećeg jutra, Berger pronalazi isječak iz novina koji daje Sheilinu adresu u Short Hillsu, New Jersey. Članovi plemena — LaFayette "Hud" Johnson, Jeannie Ryan (koja je trudna) i "Woof Dacshund" — upadaju na privatnu večeru kako bi upoznali Claudea sa Sheilom, koja potajno uživa u tome što je njezino kruto okruženje narušeno ("I Got Life") . Nakon što su Berger i društvo uhićeni, Claude koristi svojih zadnjih 50 dolara da ga izvuče iz zatvora—gdje se Woof opire šišanju ("Kosa").
Kada Sheila ne može posuditi novac od oca, Berger se vraća u dom svojih roditelja. Majka mu daje dovoljno novca da spasi svoje prijatelje. Nakon toga prisustvuju mirovnom skupu u Central Parku, gdje Claude prvi put prima LSD ("Initials", "Electric Blues/Old Fashioned Melody", "Be In"). U trenutku kad Jeannie predloži brak Claudeu, kako bi ga spriječila od odlaska u vojsku, se pojavljuje Sheila kako bi se ispričala. Claudeov "izlet" odražava njegov unutarnji sukob oko toga u koji se od tri svijeta uklapa: u vlastitu rodnu farmersku kulturu u Oklahomanu, u Sheilino društvo više klase ili u slobodno okruženje hipija.
Nakon svog acid tripa, se Claude posvađa s Bergerom i članovima plemena, navodno zbog praktične šale koju su izveli sa Sheilom (uzevši joj odjeću dok je bila s njim u jezeru, zbog čega je morala zaustaviti taksi samo u gaćicama), ali također zbog njihovih filozofskih razlika oko rata u Vijetnamu — i oko osobne naspram zajedničke odgovornosti. Nakon lutanja gradom ("Where Do I Go?"), Claude se konačno prijavljuje vojnoj komisiji ("Black Boys/White Boys"), dovršava regrutaciju i biva poslan u Nevadu na osnovnu obuku.
Dolaskom zime u New York, Claude piše Sheili iz Nevade ("Walking In Space"), koja kasnije dijeli vijest s ostalima. Berger smišlja plan kako posjetiti Claudea u Nevadi. U međuvremenu, Hudova zaručnica—s kojom ima sina, LaFayette Jr.—želi se vjenčati kao što su navodno ranije planirali ("Easy To Be Hard"). Članovi plemena prevarom izvlače Sheilina brata Stevea iz njegova automobila, a zatim kreću na zapad kako bi posjetili Claudea.
Dolaskom u vojni centar za obuku gdje je Claude stacioniran ("Three-Five-Zero-Zero", "Good Morning Starshine"), hipiji bivaju odbijeni, navodno zato što je baza u pripravnosti, ali i zato što dežurni vojni zastupnik mrzi njihov izgled, nastavljajući snishodljivo karikaturizirati Bergerov percipirani narodni jezik. Nešto kasnije, Sheila razgovara s vojnim narednikom Fentonom u lokalnom baru, koristeći šarm kako bi ga namamila na izoliranu pustinjsku cestu i ukrala njegovu uniformu. Hipiji mu kradu auto, a Berger se šiša i oblači uniformu (simbolično postaje odgovorna odrasla osoba), te se zatim vozi u vojnu bazu. Pronalazi Claudea i nudi mu da ga zamijeni za sljedećih par sati tako da se Claude može sastati sa Sheilom i ostalima na pikniku u pustinji.
Nažalost, odmah nakon što prerušeni Claude šmugne na piknik, baza postaje potpuno aktivirana s trenutnim isplovljavanjem brodova za Vijetnam. Bergerova smicalica nije odmah otkrivena; očito užasnut potencijalnim pridruživanjem ratu, tjeraju ga u avion kako bi ga otpremili. Claude se vraća u praznu vojarnu i mahnito progoni Bergerov zrakoplov, ali ga ne može stići prije nego što poleti za jugoistočnu Aziju ("The Flesh Failures").
Mjesecima kasnije, Claude, Sheila i pleme okupili su se oko Bergerova groba na nacionalnom groblju Arlington, čija grobna ploča pokazuje da je ubijen u Vijetnamu ("Let the Sunshine In"). Film završava nečim što se čini kao sveobuhvatni mirovni prosvjed u Washingtonu, D.C.

## Uloge
- John Savage - Claude Hooper Bukowski
- Treat Williams - George Berger
- Beverly D'Angelo- Sheila Franklin
- Don Dacus - Woof Daschund
- Dorsey Wright - LaFayette "Hud" Johnson
- Annie Golden - Jeannie Ryan

## Pjesme
| #    | Ime pjesme                         | #    | Ime pjesme                               |
| ---- | ---------------------------------- | ---- | ---------------------------------------- |
| CD 1 | CD 1                               | CD 2 | CD 2                                     |
| 1.   | Aquarius                           | 1.   | Where Do I Go?                           |
| 2.   | Sodomy                             | 2.   | Black Boys                               |
| 3.   | Donna/Hashish                      | 3.   | White Boys                               |
| 4.   | Colored Spade                      | 4.   | Walking In Space                         |
| 5.   | Manchester (England England)       | 5.   | Easy To Be Hard                          |
| 6.   | Abie Baby/Fourscore                | 6.   | Three-Five-Zero-Zero                     |
| 7.   | I'm Black/Ain't Got No             | 7.   | Good Morning Starshine                   |
| 8.   | Air                                | 8.   | What A Piece Of Work Is Man              |
| 9.   | Party Music                        | 9.   | Somebody To Love                         |
| 10.  | My Conviction                      | 10.  | Don't Put It Down                        |
| 11.  | I Got Life                         | 11.  | The Flesh Failures (Let The Sunshine In) |
| 12.  | Frank Mills                        |      |                                          |
| 13.  | Hair                               |      |                                          |
| 14.  | L.B.J                              |      |                                          |
| 15.  | Electric Blues/Oldfashioned Melody |      |                                          |
| 16.  | Hare Krishna                       |      |                                          |

## Kritike
Film je zaradio 15,3 milijuna dolara u Sjedinjenim Državama i Kanadi. Do kraja 1979. zaradio je 38 290 492 dolara diljem svijeta
Film je dobio općenito povoljne kritike filmskih kritičara u vrijeme izlaska; trenutno ima ocjenu "svježe" od 82% na skupnoj internetskoj stranici Rotten Tomatoes na temelju 60 recenzija. Kritički konsenzus glasi: "Duhovito izveden od strane groovy glumačke ekipe i maštovito režiran od strane Miloša Formana, Kosa prenosi publiku ravno u doba Vodenjaka."
Pišući za The New York Times, Vincent Canby nazvao ju je "razigranim glazbenim memoarima... [Michael] Wellerovi izumi čine ovu Kosu mnogo smješnijom nego što se sjećam da je izvedba bila. Oni također daju vrijeme i prostor za razvoj likova koji su se na pozornici morali izraziti gotovo u potpunosti pjesmom... Cijela glumačka postava je vrhunska... Uglavnom... film je užitak." Frank Rich je rekao: "Ako je ikada projekt izgledao osuđen na propast, bio je ovaj" (odnosi se na "uglavnom bez zapleta" i zastarjeli mjuzikl na kojem se temelji, Formanov i Tharpov nedostatak filmskog glazbenog iskustva, "uglavnom neprovjerenu glumačku postavu" i "veliki proračun" filma); ali da usprkos ovim preprekama, "Hair uspijeva na svim razinama - kao niska zabava, kao dirljiva drama, kao uzbudljiv spektakl i kao provokativno društveno promatranje. Svoje ciljeve postiže rigoroznim poštivanjem pravila klasične američke glazbene komedije: dijalog, zaplet , pjesma i ples besprijekorno se stapaju stvarajući ogromnu snagu uzbuđenja. Iako se čini da su svaki rez i kut kamere u Kosi pažljivo osmišljeni, ukupni učinak je spontan. Poput najboljih filmskih mjuzikla 50-ih (Pjevajmo na kiši) i '60-ih (A Hard Day's Night), Hair jumps from one number to the next. Uskoro i publika skače."

## Vanjske poveznice
- Kosa na Internet Movie Databaseu